# Mink Stole
Mink Stole (egentligen Nancy Stoll), född 25 augusti 1947 i Baltimore, Maryland, är en amerikansk skådespelerska. Hon är känd som regelbundet medverkande i John Waters filmer. 
Hennes första film tillsammans med Waters var Roman Candles (1966) och därefter har hon medverkat i nästan alla hans filmer. Hon hade stora roller i filmer som Connie Marble i Pink Flamingos (1972) och den neurotiska Peggy Gravel i Desperate Living (1977). I Female Trouble (1974) spelar hon Divines dotter som revolterar och blir medlem i Hare Krishna. I Serial Mom (1994) spelar hon grannen Dottie Hinkle som är offer för huvudpersonens (Kathleen Turner) telefontrakasserier. I Cecil B. DeMented (2000) har hon enbart en mindre roll. 
Hon har också medverkat i ett flertal filmer av andra regissörer än Waters, bland annat spelar hon mamman i But I'm a Cheerleader (1999). Hon hade en roll i David Lynchs Lost Highway (1997), men i den färdiga filmen förekom bara hennes röst.
Förutom att vara skådespelerska är hon skribent för kolumnen "Think Mink" i tidningen Baltimore City Paper och sångerska i Mink Stole and her Wonderful Band. En av hennes låtar var med på John Waters samlingsskiva A Date With John Waters.

## Filmografi (urval)
- 2006 – Eating Out 2: Sloppy Seconds
- 2004 – A Dirty Shame
- 2004 – Girl Play
- 2000 – Cecil B. DeMented
- 1999 – But I'm a Cheerleader
- 1998 – Pecker
- 1997 – Leather Jacket Love Story
- 1994 – Serial Mom
- 1990 – Cry-Baby
- 1988 – Hairspray
- 1981 – Polyester
- 1977 – Desperate Living
- 1974 – Female Trouble
- 1972 – Pink Flamingos
- 1970 – Multiple Maniacs
- 1969 – Mondo Trasho